# Karel Emanuel Macan
Karel Emanuel Macan (25. prosince 1858 Pardubice – 6. února 1925 Praha) byl nevidomý hudební skladatel, zakladatel slepecké knihovny a tiskárny v Praze, propagátor esperanta mezi nevidomými, vydavatel slepeckého časopisu Zora (v češtině) a Auroro (v esperantu), které vycházejí dodnes, učitel hudby v pražském Klárově ústavu nevidomých a autor první slepecké české knihy Jitřenka.

## Život
Narodil se v Pardubicích jako nejstarší ze čtyř dětí v rodině Vojtěcha Macana (1819–1899), železničního stavitele a technického inspektora dráhy, a jeho manželky, rozené Palečkové. Po otci byl italského původu. Po přestěhování rodiny do Prahy nastoupil na reálku. Jako dvanáctiletý si při hře s otcovými kapslemi zásadně poranil jedno oko. Začal ztrácet zrak. Druhé oko si zranil nešťastným pádem na rám dřevěného počítadla. Přesto chtěl studovat vysokou školu. Zvolil si chemii. Během studií na Pražské technice postupně oslepl a nedostudoval. 
Dostat se z deprese mu pomohla hudba. Začal studovat na Varhanické škole v Praze u Františka Skuherského. Osvědčil hudební sluch a výbornou paměť, naučil se vše nazpaměť. Školu absolvoval Klavírním triem A-dur jako první nevidomý žák. Dále pak studoval skladbu u Zdeňka Fibicha. Obdržel státní stipendium a absolvoval ve Vídni kurz pro učitele slepců.
Po návratu do Prahy byl v roce 1891 přijat jako učitel do Klárova ústavu slepců v Praze. V roce 1896 se seznámil s učitelkou mateřské školy Amalií Libuší Heidelbergovou (* 1871), dcerou sochaře Františka Heidelberga, která mu byla stálou oporou a pomocnicí. V roce 1919 se s ní v kostele sv. Tomáše v Praze oženil.  
Naučil se psát Braillovým písmem a překládal texty z francouzských originálů do češtiny. Učil slepce číst a psát Braillovým písmem. Nabízené místo ředitele ústavu nepřijal, zůstal učitelem a správcem. Redigoval měsíčník pro slepce Zora, založil společnost Český slepecký tisk a mezi slepci propagoval esperanto a rozhlas. Vylepšil hudební notaci v Braillově písmu. Rozšířil knihovnu ústavu na 2960 svazků tak, že se později stala základem veřejné knihovny pro nevidomé nejen v českých zemích, ale i v zahraničí. 
Měl mimořádné zásluhy o rehabilitaci osleplých českých vojáků za první světové války, kteří byli za tím účelem umísťováni do Klarova ústavu.
V roce 1921 uskutečnil v Praze vůbec první mezinárodní sjezd nevidomých esperantistů.
Zemřel v Praze 6. února 1925 a je pochován na Vyšehradském hřbitově.

## Dílo
Komponoval hudbu komorní i symfonickou a chrámovou. Nejvíce se však znám svou tvorbou písňovou. Jeho písně měl na repertoáru mimo jiné i slavný český pěvec Karel Burian. Úplný soupis Macanova díla zpracovala Dagmar Hutlová ve své diplomové práci (viz Literatura).

### Písně
- Pět písní (1888)
- 15 písní (1898)
- 12 dětských písní (1898)
- 5 nových písní (1900)
- Jarní (1900)
- Veselý zpěváček (1903)
- Smutná láska (1903)
- Mladá láska (1906)
- V rozpuku (1914)
- Rudé západy

### Sbory
- 5 ženských sborů čtyřhlasých (1898)
- Kozácký pochod (1893)
- Když nad zemí se shluknou mraky tmavé (slova Svatopluk Čech)
- Ó, Praho (slova Jaroslav Vrchlický)

### Komorní skladby
- Klavírní trio A-dur (1884)
- Smyčcový kvartet f-moll (1899)
- Dumka pro housle (1919)
- Benátskou nocí (barkarola pro housle, 1919)

### Jiné skladby
- Amarus (melodram 1892)
- 2 mše
- řada drobnějších klavírních skladeb